# Enonsaaret
Enonsaaret är en ögrupp Finland. Den ligger i mellersta delen av sjön Päijänne och i kommunen Luhango i den ekonomiska regionen  Joutsa  och landskapet Mellersta Finland, i den södra delen av landet, 190 km norr om huvudstaden Helsingfors. Öns area är 10,4 hektar och dess största längd är 0,8 kilometer i nord-sydlig riktning.  Notera att namnet antyder att det är fråga om flera öar.